# 松金洋子
松金洋子（日语：松金ようこ，1982年5月26日—），日本女前寫真偶像及電視藝人，以姣好身材和寫真作品在2000年代成名。

## 生平
松金洋子1982年5月26日生於茨城縣鹿嶋市。最初於2001年以H罩杯巨乳走紅，也是當年胸圍最大的寫真偶像，受封「元祖H罩杯偶像」之稱。身為寫真偶像的松金洋子已拍攝過多部DVD和寫真集，並多次亮相於日本電視節目和媒體版面。2005年停止演藝工作；2006年10月，雖然已離開原有的模特兒經紀公司，但仍持續推出寫真作品及出席活動。
寫真DVD自2001年以來持續推出，直到2010年的《JAM-度假村愛好者》（JAM～リゾート・ラバーズ）和總集篇《BODY&SOUL BOX》後終止。2012年12月捲入一分錢拍賣詐騙事件後，已幾乎退出演藝圈。

## 外部連結
- 松金洋子部落格（存檔）
- 個人網站（存檔）